# パープル・ギャング
パープル・ギャング（The Purple Gang）とはアメリカ合衆国ミシガン州デトロイトに存在した禁酒法時代のギャング。別名、The Sugar House Gang。1920年代後半にはデトロイト全域を支配するまでの勢力を誇った。
「パープル・ギャング」という名前の由来には複数の説があり、ボクシングをしていたメンバーのパンツが紫色だったという説や、メンバーが「腐敗した（紫色の）肉のような奴ら」と呼ばれていたという説がある。

## 概要
ミシガン州では1916年にデイモン法（Damon Act）と呼ばれる酒がもたらす悪影響の抑制を狙った法律が禁酒法（1920年制定）に先駆けて施行されており、加えてデトロイトに大規模な自動車工場を構えていたヘンリー・フォードは強固な禁酒法推進者であったため、酒が手に入りにくくなっていた。しかし、カナダ（アメリカと違い酒の製造、販売、輸出が禁止されていなかった）と国境を接するデトロイトを本拠とするパープル・ギャングは酒を容易に輸入することが出来たため、その金を元手に裏社会を支配していった。
この組織はある闇酒場のオーナーに自衛のために雇われた用心棒グループが発端とされ、デトロイトのロウワー・イースト・サイドに居住していたユダヤ人（ロシアやポーランドからの移民）の貧しい不良少年達から構成された。イーストサイドのヘイステングストリートやオークランドアヴェニュー周辺をアジトに、カナダ産アルコールの通路だったデトロイト川を通る密輸船を襲って強奪した密輸ウイスキーを地元デトロイトやシカゴのギャングに売り捌いた。ボスについては諸説あるが、組織の創設者であるバーンスタイン兄弟（エーブ、ジョー、レイモンド、イザドラの4人）やフィリップとハリーのキューウェル兄弟、サムとハリーのフレージャー兄弟が主に組織をコントロールしたと言われている。
最初は窃盗や強請程度の軽い犯罪を行っていたが、やがてアメリカ全土からメンバーを集めて闇金融やハイジャック（他の密造酒輸送業者が保有する酒の強奪行為。元来はこちらが本意である）、闇酒場の経営、賭博（特にエーブは大物であるマイヤー・ランスキーやジョー・アドニスとも繋がりがあった）、売春、組合側に雇われての非組合員への圧迫・加害行為（恐喝、爆弾による建物の爆破、放火、殺人）や保険金詐欺等ありとあらゆる様々な犯罪に手を染めるようになっていった。また頻繁に身代金目的の誘拐も行っており、FBIにリンドバーグ愛児誘拐事件の犯人と疑われ、幹部が尋問を受けるほどであった。
さらにプロボクシングの試合が撮影されたフィルムを強奪し、映画会社に高値で売りつけるなどの行為も行っていた。また、通信社を設立して競馬情報の配信を行うなど、合法的な手段でも金を稼いでいた。
上記のとおり組織の性質は極めて凶暴かつ好戦的であり、他の組織からも恐れられた。デトロイトを支配した5年間（1927年～1932年）に500件の殺人に関与したと推測されている。シカゴのボスであるアル・カポネも彼らとの抗争を避けるよう命令するほどであり、カナダからウイスキーの輸送を依頼することで協力関係を築いた。悪名高い聖バレンタインデーの虐殺にも関与したと言われている。
しかしその好戦的すぎる性質故に他の組織との抗争事件が絶えず発生し、メンバーは次々に死んでいった。さらには組織内での内輪もめにより有力な幹部も死亡した。また大っぴらに犯罪を行ったために警察からマークされ、メンバーが次々に逮捕・拘留されて勢いが衰え、1930年代中頃にはデトロイトから姿を消した。
リーダー格のエーブ・バーンスタインはのちランスキーやアドニスらニューヨーク勢の手引きでマイアミのカジノ事業に参画した。